# En avant (film)
Pour les articles homonymes, voir En avant et Onward (album).
Série Classiques d’animation Pixar
Toy Story 4
(2019) Soul
(2020)
Pour plus de détails, voir Fiche technique et Distribution.
En avant (Onward) est le 22e long-métrage d'animation en images de synthèse des studios Pixar, sorti en 2020. Il est réalisé par Dan Scanlon et coproduit par Walt Disney Pictures.
En raison de la fermeture des salles de cinéma dans le cadre de la pandémie de Covid-19, le film est un échec commercial quelques jours seulement après sa sortie. En revanche, le film reçoit un accueil favorable dans la presse américaine et est nommé à l’Oscar du meilleur film d’animation lors de la 93e cérémonie des Oscars.

## Synopsis
Dans un monde magique peuplé de créatures légendaires, la magie était courante plusieurs millénaires auparavant, bien que difficile à maîtriser. Après les progrès technologiques réalisés au cours des siècles, la magie est devenue obsolète et a été abandonnée. Aujourd'hui, deux frères elfes, Ian et Barley Lightfoot, vivent dans la ville de New Mushroomton. Ian est un lycéen qui manque de confiance en lui, et Barley un passionné d'histoire et de RPG qui a tendance à être très impulsif. Leur père Wilden est mort d'une maladie grave peu de temps avant la naissance d'Ian. Leur mère Laurel a un nouveau petit ami, le policier Centaur Colt Bronco, qui surprend fréquemment Barley en train de causer des problèmes.
Le jour du seizième anniversaire d'Ian, Laurel offre à ses fils un cadeau de Wilden : un bâton magique, une pierre précieuse rare de Phénix, et une lettre décrivant un "sort de visite" qui peut ressusciter leur père pour un seul jour. Ian réussit accidentellement à lancer le sort, mais seulement la moitié inférieure du corps de Wilden avant que la gemme ne se désintègre. Les frères se lancent dans une quête pour acquérir une autre gemme de Phénix et compléter le sort, en prenant le van "Guenevire" de Barley. Découvrant que ses garçons ont disparus, Laurel part à leur recherche.
Ian et Barley visitent la taverne de Manticore, nommée d'après un monstre possédant une carte de la gemme. La taverne est devenue un restaurant familial géré par la Manticore, légalement nommé "Corey". En se disputant avec Ian à propos de la carte, la Manticore réalise à quel point sa vie est devenue ennuyeuse. Elle chasse les clients dans un accès de rage, mettant accidentellement le feu au restaurant et à la carte. Le seul indice des frères sur la gemme est un menu pour enfants indiquant "la pointe du corbeau", une montagne voisine. Laurel arrive plus tard sur les lieux et se lie d'amitié avec la Manticore, qui accepte de l'aider. La Manticore prévient que la quête des frères pourrait réveiller une malédiction qui ne peut être vaincue que par son glaive, qu'elle et Laurel volent chez un prêteur sur gages.
En parcourant les montagnes, Ian et Barley échappent à la police et à un gang de fées motardes, à l'aide des capacités de lanceur de sorts nouvellement réveillées d'Ian et des instincts de jeu de rôle de Barley. "La pointe du corbeau" les conduit sur une piste marquée par une série de statues de corbeau, mais Colt les suit en appelant des renforts. Barley sacrifie Guenevire pour provoquer un éboulement, bloquant les policiers. En suivant les statues, les frères descendent dans une grotte et évitent une série de pièges et de créatures mortelles, dans lesquelles Barley révèle à Ian qu'il ne pouvait pas se résoudre émotionnellement à dire au revoir à Wilden alors qu'il mourait à l'hôpital. Ils se heurtent alors à un dernier obstacle et font surface pour se retrouver devant le lycée d'Ian. Ce dernier, indigné par l'insouciance de Barley, lui reproche de les avoir entraînés dans une course folle et part avec Wilden.
En relisant sa liste de choses qu'il a toujours voulu faire avec son père, Ian se rend compte que Barley a été une figure paternelle tout au long de sa vie, et revient pour se racheter. Barley découvre la pierre du Phénix à l'intérieur d'une fontaine historique de l’autre côté de la rue du lycée et la récupère, déclenchant involontairement la malédiction dont parlait la Manticore. Un golem-dragon artificiel se forme alors à partir de morceaux de l'école et d'autres objets proches, est déterminé à réclamer la gemme. Ian fait face au dragon artificiel, mais son bâton est projeté dans le lac il le reforme à partir d'une écharde et poursuit le combat. La Manticore vole en transportant Laurel, qui plonge l'épée magique dans le cœur du dragon artificiel, ce qui permet à Ian de gagner du temps pour lancer le sort de visite et réformer complètement le corps de Wilden. Ian envoie Barley devant pour enfin faire ses adieux à Wilden, et retient le dragon artificiel assez longtemps pour que Laurel le détruise. Une fois Wilden dissipé, Barley dit à Ian que leur père est fier de lui et les frères se font un câlin.
Plus tard, la confiance en soi et la capacité de lanceur de sorts d'Ian se sont améliorées et il surprend Barley en peignant sa Guenevire 2. La Manticore rouvre sa taverne dans son esprit d'origine, attirant les clients avec des histoires d'aventures passées. Ian et Barley acceptent Colt comme leur nouveau père. Le monde commence également à retrouver la magie qui a été longtemps ignorée. Le film se termine avec les frères continuant à accomplir des quêtes.

## Fiche technique
- Titre original : Onward
- Titre français : En avant[1],[2]
- Réalisation : Dan Scanlon
- Scénario : Dan Scanlon, Keith Bunin et Jason Headley
- Directeurs d’écriture : Kelsey Mann et Madeline Sharafian
- Storyboard : Rosanna Sullivan, Louise Smythe, Kristen Lester, Rejean Bourdages, Vladimir Kooperman, Nira Liu, Austin Madison, Matthew Luhn, Nathan Stanton et James Reinhart Robinson
- Musique : Jeff Danna et Mychael Danna
- Production : Kori Rae et Pete Docter
- Société de production : Pixar Animation Studios et Walt Disney Pictures
- Pays de production :  États-Unis
- Langue : anglais
- Budget : 175-200 millions $[3]
- Format : couleur - 35 mm - 2,35:1
- Durée : 100 minutes
- Dates de sortie[4] :
  - France : 4 mars 2020
  - États-Unis : 6 mars 2020 (sortie nationale) ; 20 mars 2020 (sur Disney+)
- Classification :
- France : à partir de 6 ans
- États-Unis : PG

## Distribution

### Voix originales
- Tom Holland[5] : Ian Lightfoot[réf. nécessaire]
- Chris Pratt[5] : Barley Lightfoot[réf. nécessaire]
- Julia Louis-Dreyfus[5] : Laurel Lightfoot[réf. nécessaire]
- Octavia Spencer[5] : Corey la Manticore
- Mel Rodriguez : officier Colt Bronco, centaure et petit-ami de Laurel
- Kyle Bornheimer : Wilden Lightfoot, le père décédé de Ian et Barley
- Lena Waithe : officier cyclope Spector
- Ali Wong : officier Gore
- Beyoncé : Sadalia Brushthorn
- Taraji P. Henson: Sundra
- Grey Griffin : Dewdrop, le chef des Pixie Dusters
- Tracey Ullman : Grecklin, la prêteur sur gage
- Wilmer Valderrama : Gaxton, l'ami d'enfance de Wilden
- George Psarras : officier Avel
- John Ratzenberger : Felix, l'ouvrier du bâtiment

### Voix françaises
- Thomas Solivérès : Ian Lightfoot
- Pio Marmaï : Barley Lightfoot
- Juliette Degenne : Laurel Lightfoot
- Maïk Darah : Corey la Manticore
- Gilles Morvan : officier Colt Bronco, centaure et petit-ami de Laurel
- Alexis Victor : Wilden Lightfoot
- Laëtitia Lefebvre : l'officier Gore
- Anne-Bérangère Pelluau : l'officier Dewdrop
- Frédérique Tirmont : Grecklin, la prêteur sur gage
- Guillaume Lebon : Gaxton, l'ami d'enfance de Wilden
- Laurent Morteau : officier Avel
- Donald Reignoux : Gorgamon
- voix additionnelles : Serge Faliu, etc.

 Source et légende : version française (VF) sur RS Doublage et selon le carton du doublage français cinématographique.

### Voix québécoises
- Philippe Vanasse-Paquet : Ian Lightfoot
- Nicholas Savard L'Herbier : Barley Lightfoot
- Ariane-Li Simard-Côté : Laurel Lightfoot
- Pascale Montreuil : La Manticore
- Thiéry Dubé : Colt Bronco
- Patrick Chouinard : Wilden Lightfoot
- Catherine Hamann : Officier Specter
- Manon Leblanc : Officier Gore
- Annie Girard : Dewdrop, la cheffe des fées
- France Castel : Grecklin, la prêteuse sur gages
- Antoine Durand : Gaxton
- Stéphane Brulotte : Officier Avel
- Martin Rouette : Ouvrier Fennwick

Sources  : Carton de doublage tiré du générique du film 

## Accueil

### Critique
- Le site Allociné recense 29 critiques presse, pour une moyenne de 3,7⁄5[10].
- Le film d'animation En avant a su émouvoir le critique du mensuel Cinemateaser « On partait blasés, on finit en larmes. Pixar nous surprendra toujours. »[11].
- Le quotidien Libération se montre néanmoins plus nuancé sur la qualité de ce divertissement « Autour de deux frères en quête de traditions magiques disparues, le nouveau Pixar perd sa patte visionnaire. »[12].

## Production

### Développement
Le 14 juillet 2017 à la convention D23, John Lasseter, directeur artistique des studios Pixar, annonce la production d'un film dont l'action se situe dans un « monde de fantasy de banlieue ». Selon Dan Scanlon, réalisateur, le film s'inspire notamment de sa vie privée. Son père est mort alors que lui et son frère avaient respectivement un et trois ans. Il diffuse à l'assistance un court enregistrement de sa voix, et ajoute : « Je me suis toujours demandé qui était mon père, et cette question est devenue la base du film »[réf. nécessaire].
Le 9 décembre 2018, Pixar révèle le titre original du film, Onward, ainsi que le nom des quatre premiers acteurs : Chris Pratt, Tom Holland, Julia Louis-Dreyfus et Octavia Spencer. C. S. Anderson est annoncée à la coécriture du scénario.
Le 29 mai 2019, le magazine People publie deux premières images du film, montrant notamment les deux protagonistes, leur mère et leur dragon de compagnie, ainsi qu'un aperçu de leur maison et de leur voisinage. Puis, le lendemain, une première bande-annonce est dévoilée,.

### Choix des interprètes
Le 9 décembre 2018, Holland, Pratt, Louis-Dreyfus et Spencer sont annoncés comme les vedettes du film. Bien qu'ils aient enregistré la plupart de leurs répliques séparément, Holland et Pratt ont fait certaines de leurs séances d'enregistrement ensemble puisque, selon Scanlon, "ils ont déjà travaillé ensemble et traîné ensemble". Le 17 décembre 2019, Wong, Waithe et Rodriguez rejoignent le casting du film. Le 18 février 2020, Valderrama, Ullman, Bornheimer, Psarras et Ratzenberger sont révélés comme étant les acteurs du film.

### Musique
Le 16 avril 2019, Mychael et Jeff Danna se sont révélés être les compositeurs du film. Le 12 février 2020, Brandi Carlile révèle qu'elle a enregistré la chanson Carried Me with You pour le générique de fin du film. Elle l'a écrite avec Phil et Tim Hanseroth. La bande originale du film sort le 28 février 2020.
Le doublage japonais utilise "Zenryoku Syounen" de Sukima Switch comme thème du générique.
Toute la musique est composée par les Dannas, sauf indication contraire.
En avant : Bande-son originale du film
| No  | Titre                               | Compositeur                                      | Récompense | Durée |
| --- | ----------------------------------- | ------------------------------------------------ | ---------- | ----- |
| 1.  | Carried Me with You                 | Brandi Carlile, Phil Hanseroth and Tim Hanseroth | Carlile    | 3:33  |
| 2.  | Quests of Yore                      |                                                  |            | 0:52  |
| 3.  | The World Was Full of Wonder        |                                                  |            | 1:37  |
| 4.  | A Little Magic                      |                                                  |            | 0:43  |
| 5.  | Bad Dragon                          |                                                  |            | 1:03  |
| 6.  | New Ian                             |                                                  |            | 2:36  |
| 7.  | My Mighty Steed                     |                                                  |            | 0:22  |
| 8.  | My Birthday Is Cancelled            |                                                  |            | 0:44  |
| 9.  | Wish I Could Spend the Day with You |                                                  |            | 1:46  |
| 10. | The Visitation Spell                |                                                  |            | 3:35  |
| 11. | The Spell                           |                                                  |            | 1:06  |
| 12. | The Spell Only Lasts One Day        |                                                  |            | 0:56  |
| 13. | Find Another Phoenix Gem            |                                                  |            | 0:49  |
| 14. | Going on a Quest                    |                                                  |            | 0:24  |
| 15. | Laurel in Pursuit                   |                                                  |            | 0:44  |
| 16. | The Manticore's Tavern              |                                                  |            | 0:43  |
| 17. | Tavern Remodeling                   |                                                  |            | 1:12  |
| 18. | The Map to Raven's Point            |                                                  |            | 1:45  |
| 19. | Two Teenage Elves                   |                                                  |            | 0:38  |
| 20. | Magnora Gantuan!                    |                                                  |            | 0:32  |
| 21. | Baby Legs                           |                                                  |            | 0:41  |
| 22. | Pixie Dusters                       |                                                  |            | 1:18  |
| 23. | The Guardian Curse                  |                                                  |            | 0:42  |
| 24. | Driving Test                        |                                                  |            | 3:17  |
| 25. | Dance Fight                         |                                                  |            | 2:22  |
| 26. | Path of Peril                       |                                                  |            | 0:41  |
| 27. | Pawn Shop                           |                                                  |            | 0:28  |
| 28. | Tracking Guinevere                  |                                                  |            | 1:04  |
| 29. | Bottomless Pit                      |                                                  |            | 0:56  |
| 30. | The Trust Bridge                    |                                                  |            | 1:20  |
| 31. | Follow Your Gut                     |                                                  |            | 0:52  |
| 32. | Running from the Cops               |                                                  |            | 1:59  |
| 33. | Sacrifice                           |                                                  |            | 0:59  |
| 34. | Just a Beat Up Old Van              |                                                  |            | 1:36  |
| 35. | The Cave                            |                                                  |            | 0:54  |
| 36. | Accelior!                           |                                                  |            | 0:26  |
| 37. | Boom Bastia!                        |                                                  |            | 0:47  |
| 38. | Barley's Last Memory of Dad         |                                                  |            | 0:58  |
| 39. | Led Us to Our Victory!              |                                                  |            | 1:49  |
| 40. | The Truth Comes Out                 |                                                  |            | 0:39  |
| 41. | Share My Life with Him              |                                                  |            | 3:24  |
| 42. | Battling the Dragon                 |                                                  |            | 3:03  |
| 43. | Voltar Thunderseer!                 |                                                  |            | 0:59  |
| 44. | Dad                                 |                                                  |            | 2:52  |
| 45. | Magic Returns                       |                                                  |            | 2:48  |

### Scène coupée
Il y a une scène de story-board où Ian, Barley et Wilden sont rejoints par une chèvre dans le voyage. Ian et la chèvre tombent sur un kiosque tenu par trois sirènes maléfiques. Les sirènes chantent leur chant hypnotique pour les attirer dans l'une des trois maisons mises en location. Ian essaie de les faire taire avec le personnel, mais le sort est trop faible. Lorsque Ian et la chèvre sont enfin en transe, les sirènes les placent dans l'une des maisons. La maison dans laquelle ils se trouvent commence à s'enfoncer dans le sol.
La fille chèvre a été omise parce que les réalisateurs veulent que le film se concentre sur la relation entre Ian et Barley. La scène elle-même a été supprimée parce que les cinéastes la trouvaient trop sinistre,.

## Distinctions

### Nominations
- Golden Globes 2021 : meilleur film d'animation
- Oscars 2021 : meilleur film d'animation